# Persicaria glandulopilosa
Persicaria glandulopilosa là một loài thực vật có hoa trong họ Rau răm. Loài này được (De Wild.) Soják mô tả khoa học đầu tiên năm 1974.